# Памятные километровые столбы на «Дороге жизни»

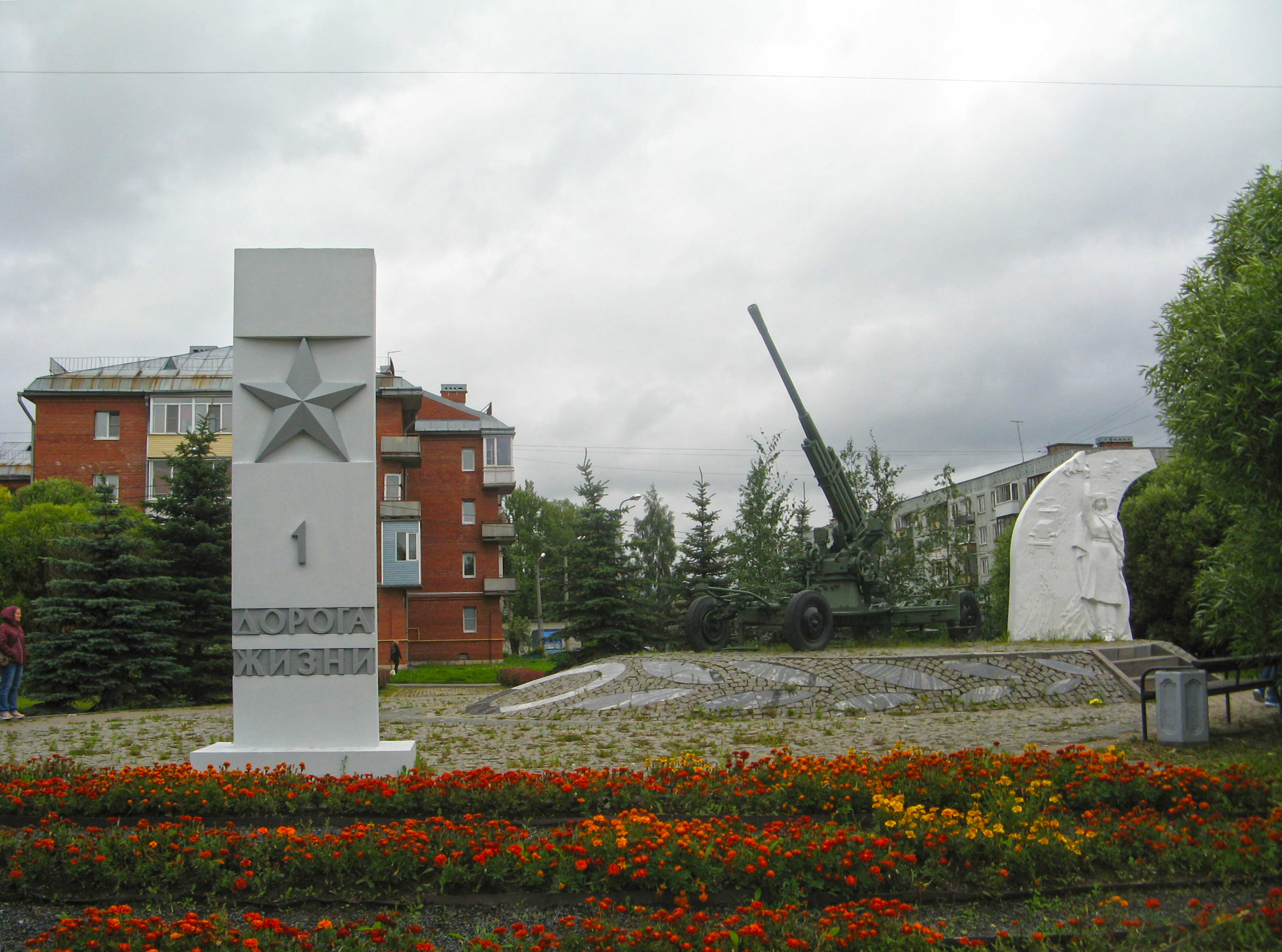
Памятный километровый столб на 1 километре «Дороги жизни» (Рябовское шоссе, у дома 119).
Рядом с памятным знаком установлены Памятник блокадной регулировщице и подлинное зенитное орудие времени войны (в состав мемориала «Зелёный пояс Славы» не входят).

 Памятные километровые столбы на «Дороге жизни»  — мемориальный ансамбль, установленный в честь героизма и мужества советских людей, работавших в тяжёлых условиях блокады Ленинграда во время Великой Отечественной войны на связывающей город с Большой землёй «Дороге жизни».
Мемориальные километровые столбы как символ памяти установлены на сухопутном участке «Дороги жизни» — от границы Ленинграда до берега Ладожского озера. В ансамбль входят 46 памятных столбов. Мемориал построен в 1967 году, автор проекта — архитектор М. Н. Мейсель
Памятные километровые столбы выполнены из бетона в виде стел с накладными металлическими литерами-надписями «Дорога жизни», на столбах укреплены выполненные из металла цифры, обозначающие порядковый номер километра трассы, и накладные металлические элементы — «Серп и молот» на столбах с чётными номерами, и «Пятиконечная звезда» на столбах с нечётными номерами.
Первые три километровых столба (с отметками 0, 1 и 2) располагаются в административных границах Санкт-Петербурга (Красногвардейский район) по адресам: Рябовское шоссе, д. 105, сооружение 1, литера А, д. 119, сооружение 1, литера А, д. 147, сооружение 1, литера А. Остальные столбы находятся во Всеволожском районе Ленинградской области по адресам: Всеволожское городское поселение, шоссе Дорога Жизни (километровые столбы № 3 — № 11); Романовское сельское поселение, шоссе Дорога Жизни (километровые столбы № 12 — № 20); Рахьинское городское поселение, шоссе Дорога Жизни (километровые столбы № 21 — № 45) .
Памятные километровые столбы являются объектом культурного наследия федерального значения и, как часть «Дороги жизни» и мемориального комплекса «Зеленый пояс Славы Ленинграда» — объектом Всемирного наследия ЮНЕСКО.

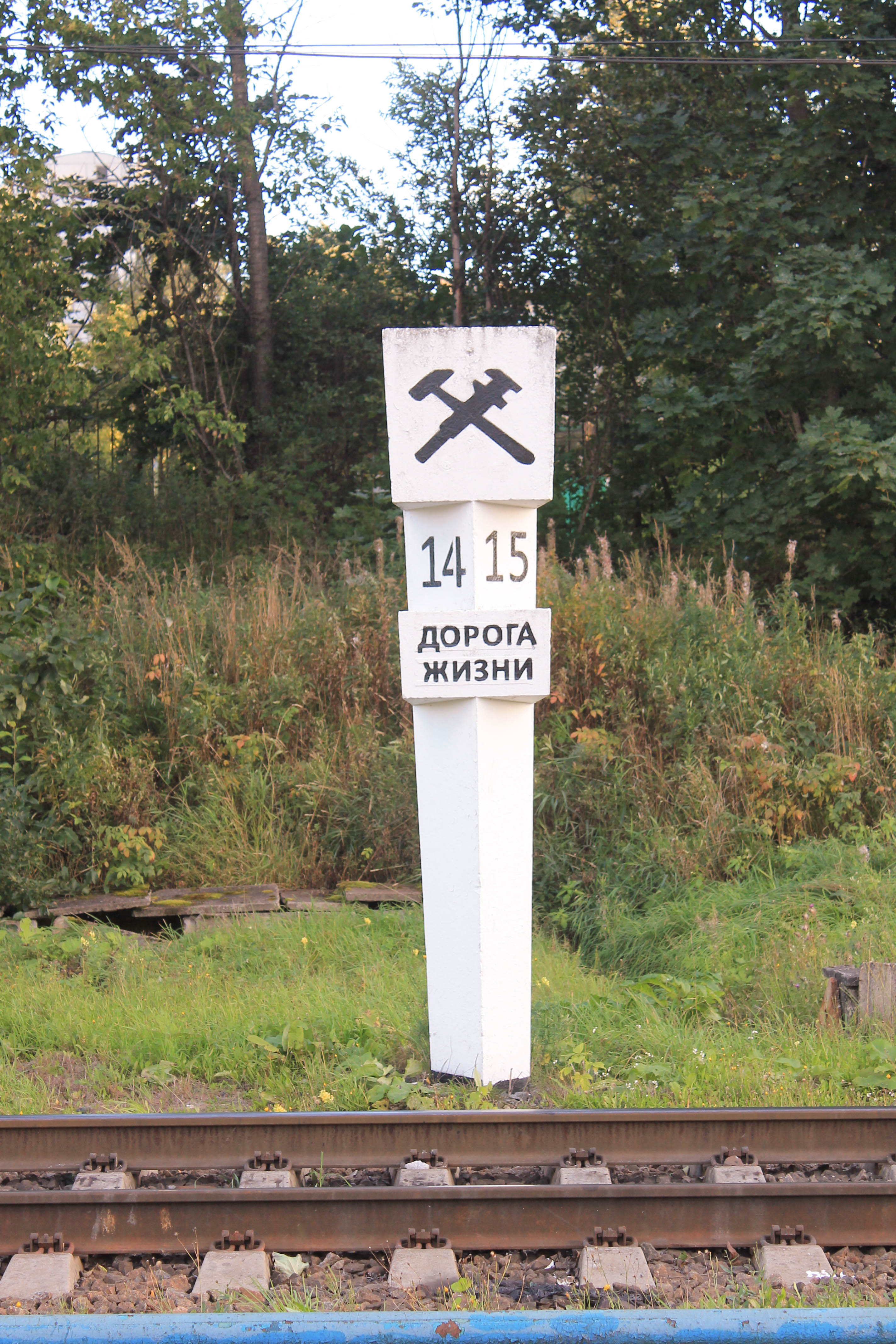
Столб 14/15 на обочине железнодорожной линии у станции Пискарёвка

Сообщение Ленинграда с тылом страны осуществлялось всеми возможными средствами, и Дорога жизни имела  железнодорожные, водные, ледово-автомобильные участки.
Огромную роль в тяжёлой и героической работе Дороги жизни сыграли работники  Октябрьской железной дороги, осуществлявшие перевозки внутри блокадного кольца. Железнодорожники доставляли грузы и эвакуируемых жителей города к Ладожскому озеру для последующей отправки по ледовой Дороге жизни или водным путём в тыл страны, доставленные грузы с берега Ладожского озера в Ленинград,  перевозили внутри кольца военные грузы и воинские части, торф для работы единственной в городе теплоэлектростанции (ТЭЦ) № 5, что позволило запустить грузовые и пассажирские трамваи, ставшие одним из символов блокадного Ленинграда. 
Значение для города  железнодорожных перевозок возросло после  прорыва блокады Ленинграда и строительства за 17 дней  по пробитому коридору  железной дороги протяженностью более 30 км  - «Дороги Победы» (которую из- за постоянных обстрелов немецкой артиллерии называли «Коридор смерти»).  7 февраля 1943 года по ней на  Финляндский вокзал  Ленинграда  пришёл первый поезд с продовольствием.  Каждый состав с Большой земли перевозил грузов больше, чем за сутки перевозили автомашины по льду Ладожского озера. Весной 1943 года  норма продовольственного снабжения  по карточкам  в Ленинграде сравнялась с нормой по всей стране.
В период строительства ансамбля «Зелёный пояс Славы Ленинграда»,  в память о значении железнодорожной части Дороги жизни и подвига железнодорожников, был возведён мемориальный комплекс, так же названный  «Памятные километровые столбы»,  авторы проекта  архитекторы М. Н. Мейсель и И. Г. Явейн.  
Мемориал включает 56 памятных столбов. «Памятные километровые столбы»  установлены  вдоль железнодорожного пути от Финляндского вокзала (здесь у платформы в 1970 году  построен первый из мемориальных километровых столбов, отметка 0/1) до станции Ладожское Озеро. 
Памятные знаки выполнены из белого бетона, имеют высоту около 4 м, выполнены в виде гранёных расширяющихся кверху столбов с двумя вырезами в верхней  части  и железнодорожной эмблемой — скрещенными по диагонали  молотком и   «французским» разводным ключом. На столбах  указаны  порядковые номера километров пути и на каждом размещена надпись «Дорога жизни». Памятники  были изготовлены Ленинградским заводом Монументскульптура.
39 памятных столбов, установленные по обочине  железнодорожного пути на территории Всеволожского района Ленинградской области, являются памятником  истории и культуры  регионального значения и в состав  мемориала «Зелёный  пояс  Славы Ленинграда» не входят.